# 阿尔·法甘尼陨石坑
阿尔·法甘尼陨石坑（Alfraganus）是月球正面位于静海西南崎岖高地区中的一座明亮的小撞击坑，其名称取自九世纪中亚最著名的天文学家之一，逊尼派穆斯林天文学家艾哈迈德·费尔干尼 （约公元798年-公元861年），1935年被国际天文学联合会批准接受。

## 描述

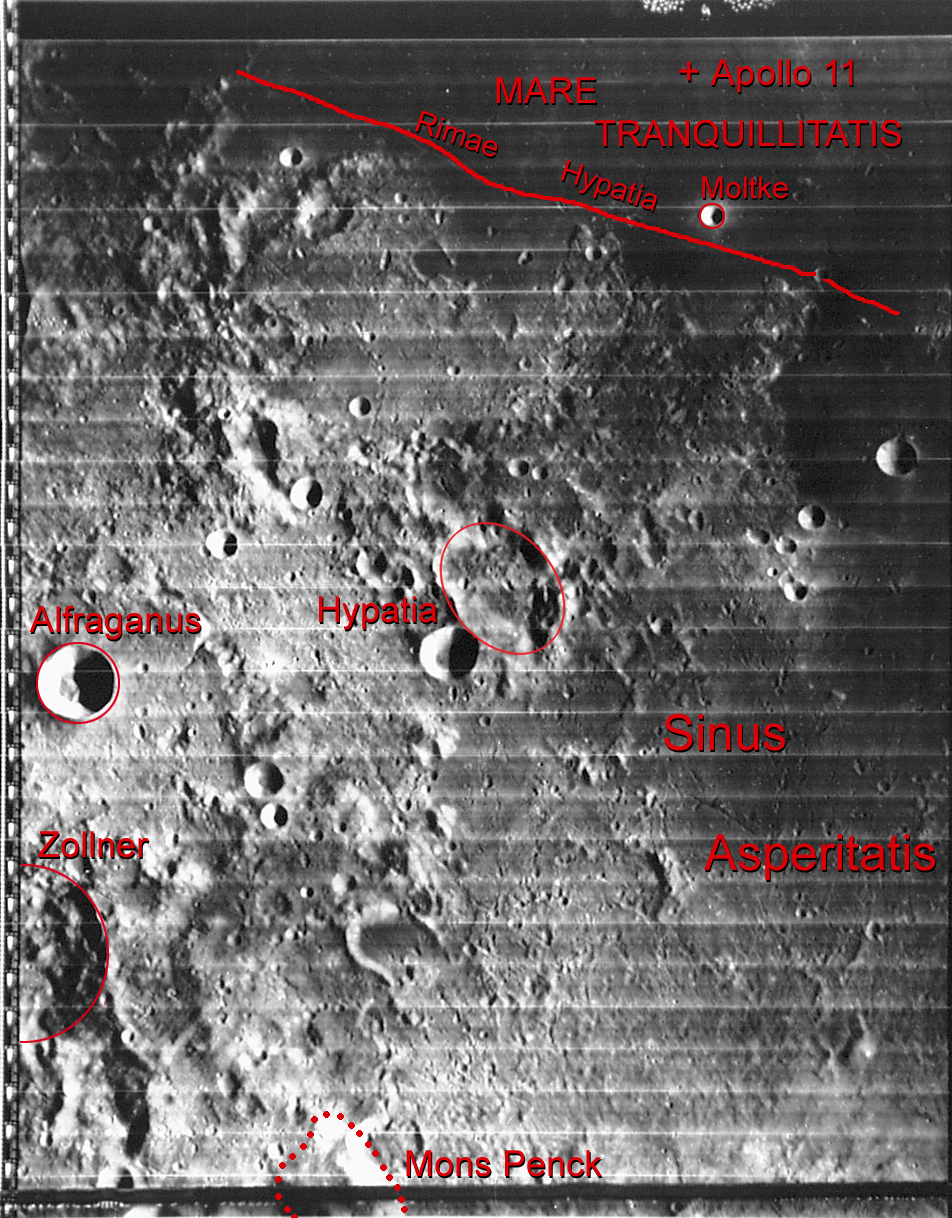
阿尔·法甘尼陨石坑的周边，月球轨道器4号拍摄。

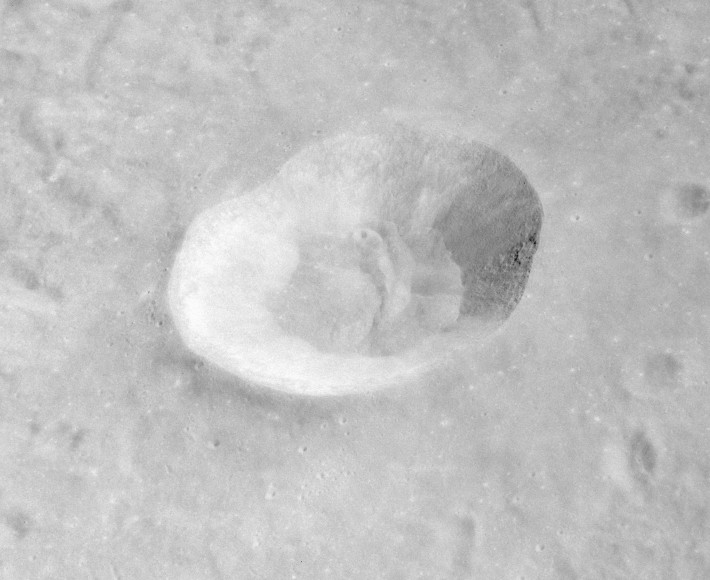
阿波罗16号量测摄影机拍摄的阿尔·法甘尼陨石坑斜视图

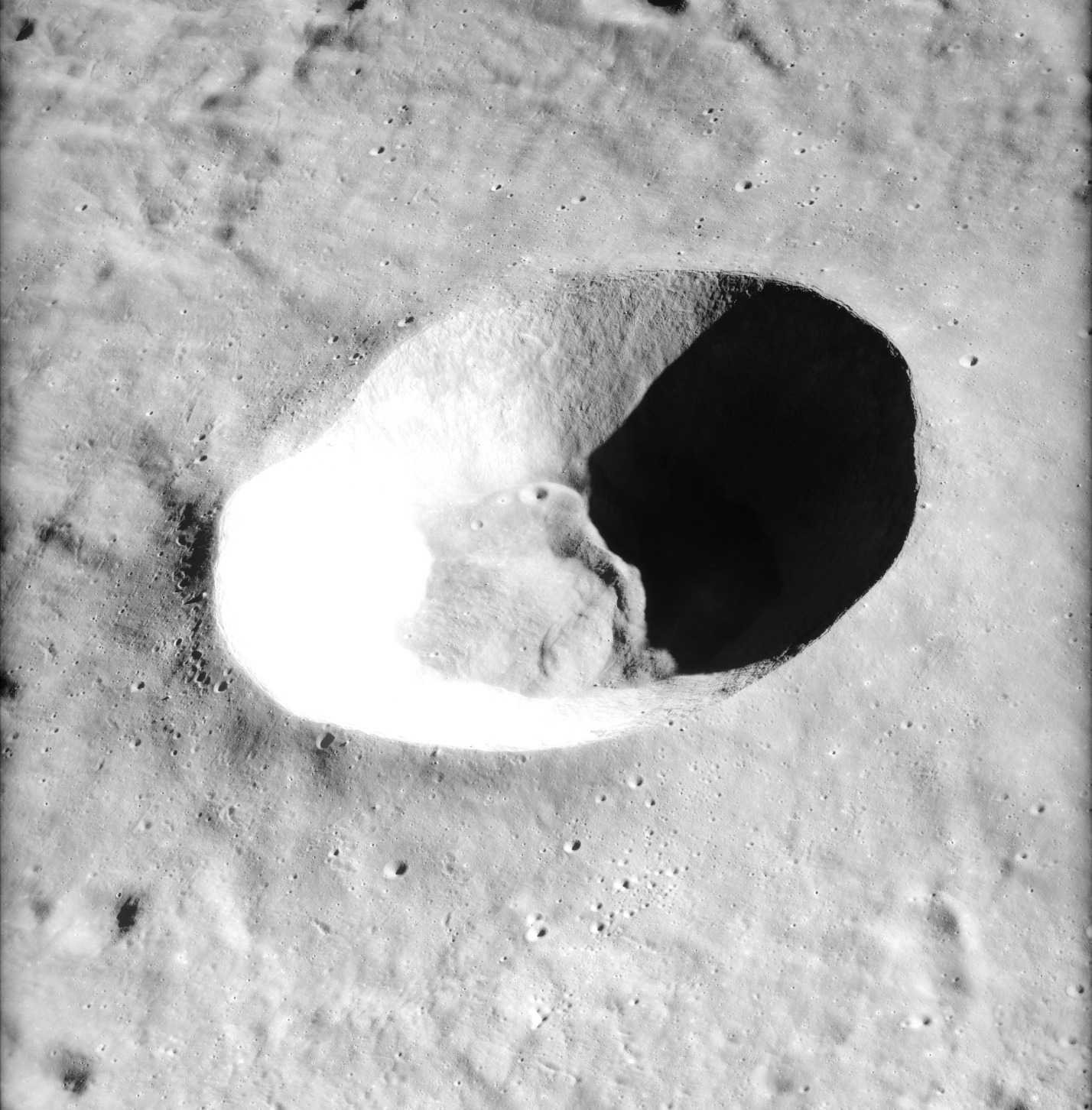
阿波罗16号全景相机拍摄的阿尔·法甘尼陨石坑斜视图

该陨坑西侧毗邻较小的泰勒陨石坑、西北靠近小塞翁陨石坑和大塞翁陨石坑、更大的德朗布尔环形山坐落在它的东北偏东、东侧则是希帕提娅陨石坑、而南面是略大策尔纳陨石坑，阿尔·法甘尼陨石坑的东面分布有一串醒目的链坑。
该陨坑中心月面坐标为5°25′S 18°58′E / 5.42°S 18.97°E，直径20.52公里，深度约3.83公里。
阿尔·法甘尼陨石坑外观呈圆状，外侧坡壁陡峭，内侧边沿尖峭，未受到明显的后续撞击侵蚀。坑壁平均高出周边地形790米，内部容积约有255.69公里³。碗状的坑底表面平坦，直径约为坑沿的一半。
该陨坑的形态特征隶属于「SOS 型」（以该类陨坑的典型代表——索西琴尼陨石坑所命名）。
阿尔·法甘尼陨石坑位于一朝四向散射的射纹系统中央，其中一道射纹束穿过了西里尔环形山，一直延伸止弗拉卡斯托罗环形山。

## 陨坑截面图
该图显示了陨石坑不同方向上的截面，纵向坐标轴（Y轴）单位为英尺，右上方图显示的比例尺为米。

## 卫星陨石坑
按照惯例，最靠近阿尔·法甘尼陨石坑的卫星坑在月图上以字母标注在该坑中心点的旁边。
| 阿尔·法甘尼 | 纬度   | 经度    | 直径    |
| ----------- | ------ | ------- | ------- |
| A           | 3.0° S | 20.3° E | 13 公里 |
| C           | 6.1° S | 18.1° E | 11 公里 |
| D           | 4.0° S | 20.1° E | 8 公里  |
| E           | 4.6° S | 19.0° E | 4 公里  |
| F           | 3.5° S | 20.8° E | 9 公里  |
| G           | 2.6° S | 21.2° E | 6 公里  |
| H           | 4.4° S | 19.1° E | 13 公里 |
| K           | 5.3° S | 19.5° E | 4 公里  |
| M           | 5.6° S | 19.6° E | 3 公里  |

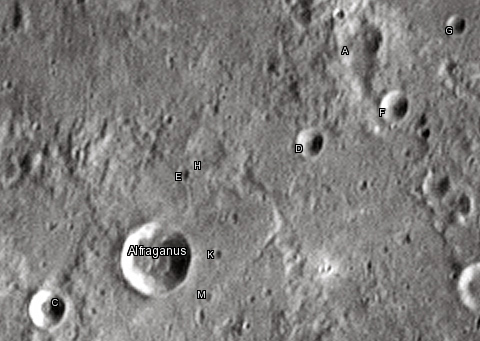
戴维·坎贝尔图片.

- 阿尔·法甘尼陨石坑及卫星坑阿「尔·法甘尼 A」和「阿尔·法甘尼 C」已被月球和行星观测协会（ALPO）列入《带有明亮射纹系统的撞击坑列表》[6]。
- 阿尔·法甘尼陨石坑和「阿尔·法甘尼 C」是曾记录到在月食期间发生温度异常的陨坑之一，其原因是这些陨石坑的地质龄较短，尚不足以形成能提供隔热效果的表岩屑层。

## 另请参阅
- Andersson, L. E.; Whitaker, E. A. . NASA RP-1097. 1982.
- Blue, Jennifer. . USGS. July 25, 2007  [2007-08-05]. （原始内容存档于2019-12-05）.
- Bussey, B.; Spudis, P. . New York: Cambridge University Press. 2004. ISBN 978-0-521-81528-4.
- Cocks, Elijah E.; Cocks, Josiah C. . Tudor Publishers. 1995. ISBN 978-0-936389-27-1.
- McDowell, Jonathan. . Jonathan's Space Report. July 15, 2007  [2007-10-24]. （原始内容存档于2019-06-21）.
- Menzel, D. H.; Minnaert, M.; Levin, B.; Dollfus, A.; Bell, B. . Space Science Reviews. 1971, 12 (2): 136–186. Bibcode:1971SSRv...12..136M. doi:10.1007/BF00171763.
- Moore, Patrick. . Sterling Publishing Co. 2001. ISBN 978-0-304-35469-6.
- Price, Fred W. . Cambridge University Press. 1988. ISBN 978-0-521-33500-3.
- Rükl, Antonín. . Kalmbach Books. 1990. ISBN 978-0-913135-17-4.
- Webb, Rev. T. W.  6th revised. Dover. 1962. ISBN 978-0-486-20917-3.
- Whitaker, Ewen A. . Cambridge University Press. 1999. ISBN 978-0-521-62248-6.
- Wlasuk, Peter T. . Springer. 2000. ISBN 978-1-85233-193-1.